# Benzofurano
Il benzofurano o cumarone, nome sistematico benzo[b]furano, è un composto organico eterociclico aromatico (biciclico), strutturalmente formato da un anello benzenico e uno di furano condensati. È l'analogo dell'indolo con l'ossigeno al posto dell'azoto. 
Si presenta come un liquido incolore con punto di ebollizione di 173-175 °C, solubile in benzene, etere ed alcool. È un componente del catrame di carbon fossile, dal quale si può estrarre. Subisce reazioni di sostituzione elettrofila aromatica, quali alogenazioni e le reazioni di Friedel-Crafts. Il benzofurano è alla base della struttura di molte sostanze organiche naturali e non. Lo psoralene, sostanza presente in parecchie piante, è un derivato del benzofurano.

## Produzione
È prodotto industrialmente per estrazione dal catrame di carbon fossile. È anche ottenuto per deidrogenazione del 2-etilfenolo.

### Sintesi di laboratorio
Il benzofurano può essere preparato per O-alchilazione della salicilaldeide con acido cloroacetico seguita da disidratazione (con ciclizzazione) dell'etere risultante, e poi decarbossilazione.
Una sintesi alternativa impiega il riarrangiamento di Perkin, che comporta la reazione di una cumarina con uno ione idrossido: